# Plaza de la Trinidad (San Sebastián)
La plaza de la Trinidad de San Sebastián (Guipúzcoa) España. Fue proyectada por el arquitecto Luis Peña Ganchegui (Oñate 1926 - San Sebastián 2009) en 1963 con motivo del centenario del derribo de las murallas de la ciudad. Se encuentra ubicado en un vacío urbano situado entre la calle 31 de agosto y el monte Urgull. El reconocido arquitecto vasco proyectó la actuación al inicio de su carrera profesional resultando ser uno de los trabajos mejor valorados en una extensa práctica arquitectónica.
La plaza, más allá de dar respiro y calidad urbana al congestionado casco viejo de San Sebastián alberga distintos equipamientos deportivos como un frontón, una cancha de baloncesto y vestuarios (estos dos últimos vinieron a sustituir en la década de los 90 el probatoki y el bolatoki originarios), a la vez que se transforma finalmente para acoger distintos actos culturales tales como el tan apreciado Jazzaldia.
El profesor de arquitectura de la UPV-EHU Antón Pagola describe de la siguiente manera dicho espacio público: "En la plaza Trinidad el vacío central y el tratamiento secuencial de sus bordes logra una sensación de unidad, de articulación, de donde no existían sino restos, discontinuidad y fragmentación. [...] Me parece asombroso el valor tan actual de la propuesta, del modo en que se produce."

## Articulación arquitectónica y programa
El espacio urbano que conjuga magistralmente Luis Peña Ganchegui fue resultado de la demolición de un antiguo colegio de los Jesuitas ya en ruinas después de haber sido usado como cárcel. Dicho vacío resultaba ser un espacio residual, no solo por obedecer a un edificio en ruina si no por aglutinar las partes traseras de la calle 31 de agosto así como de la parroquia de Santa María y del ábside del convento de San Telmo (este último reformado en el año 2011 por los arquitectos Nieto y Sobejano).

La plaza articula magistralmente las traseras de los edificios con la presencia pétrea y contundente del monte Urgull tal y como cita el arquitecto Iñaki Ábalos en un artículo para el periódico El País “Una intervención única ésta de convertir en una plaza una trasera inmunda chocando contra las faldas de Urgull-, ante aquella topografía endiablada y la falta de programa, dinero y forma, concibió su sistema de organización material capaz de dar consistencia y sentido a aquel dislate, incluir un programa de deportes vascos y crear un graderío en el arranque del monte, que convirtió el lugar en el sitio donde pasaba y pasa siempre lo más interesante de la ciudad -desde luego el festival de jazz, que ha convertido aquel lugar en un verdadero y emocionante espacio acústico, favorito y siempre halagado por las grandes estrellas que lo visitan, encantados de que esa amalgama de colinas, piedras, personas y medianeras cree un recinto tan íntimo en medio de la ciudad-.”
El mismo Luis Peña Ganchegui reiteraba en la importancia que tenía el saber conjugar todos los accidentes arquitectónicos y topográficos existentes: “Con esto quedaba bastante articulada la lectura como continuación de esta calle y entonces se empezó a formalizar la plaza pensando que un elemento importante era el frontón existente y que por tanto había que mantener.” La idea de derribar una especie de pabellón neogótico adosado al ábside tuvo que ser apartada: “porque se terminó el dinero, y la cosa municipal es muy seria: en cuanto te pasas te arman unos líos tremendos y todo se hizo teniendo una idea general de cómo tenía que ser la plaza, pero haciendo siempre primero lo más importante y luego lo menos”. Con intención de cerrar lo máximo posible y así dar pie a una escenografía totalmente controlada se adosaron unas gradas de adoquín frente a la calle para condicionar el espacio respecto de la mayor arteria viandante adyacente “y situar frente a esta tres mástiles para poner la bandera de San Sebastian y de la provincia para los días de fiesta, así como los anuncios de los espectáculos”.
Así valoraba el prestigioso arquitecto Rafael Moneo la actuación de Luis Peña Ganchegui: “El proyecto de la Plaza de la Trinidad en San Sebastian fue la primera ocasión que se le ofreció para demostrar cuáles eran sus propósitos. En el proyecto de la Plaza de la Trinidad Luis Peña nos dice que es posible hacer arquitectura manipulando toda una serie de elementos que le vienen dados. Y así como un director avezado es capaz alcanzar unidad y armonía con un coro de voces bien diversas, el arquitecto Luis Peña Ganchegui lo fue de dar coherencia a tan singular conjunto de variados elementos hasta el extremo que nadie duda en calificar aquel espacio como plaza. No limitó el arquitecto su intervención al construir, en ocasiones su trabajo consistió en cancelar, eliminar, borrar. Es así como el ámbito de donde se partía se transformó. El arquitecto nos hizo percibir lo existente de otro modo, mostrándonos que hacer arquitectura es también establecer un diálogo con lo que se construyó en el pasado, convertir en realidad tangible y de dotar de nuevo significado a elementos que lo habían perdido.”
Esta sensibilidad y capacidad para entablar el diálogo en un entorno espacial duro y complejo fue ampliamente reconocido por los arquitectos contemporáneos de Luis Peña Ganchegui tal y como lo hace a continuación Oriol Bohigas: “Pero donde la personal interpretación de la polémica urbanística internacional queda más clara es en la serie de proyectos de espacios públicos. La Plaza de la Trinidad en San Sebastian fue vitoreada como una evocación de ciertas esencias morfológicas de las ciudades euskeras, lo cual parecía entonces evidente, aunque los métodos proyectuales no eran más que el resultado de las nuevas propuestas urbanísticas que ya entonces se gestaban en todos los foros culturales de Europa: la reconsideración de la forma urbana a partir de la tradición de la calle y la plaza y del diseño específico, prioritario, del espacio público, no como un hecho específico de las exigencias de la arquitectura local, sino como una propuesta de un nuevo urbanismo proyectual que empezaba a ensayarse en algunas ciudades europeas.”

## Materialidad
La materialidad de la plaza destaca especialmente entre sus bondades arquitectónicas, así lo recordaba el propio Luis Peña Ganchegui: “El suelo se hizo de canto rodado porque este conforma como un juego de bolos que permite que la piedra resbale y el arrastre de la piedra por el buey sea un enfrentamiento articulatorio y lógico, como una técnica arrastrada desde antes de la invención de la rueda, parecida a los sistemas de rodillos que tenían por finalidad reducir al máximo la fuerza de la resistencia del terreno para que el esfuerzo sea solo el producido por el peso de lo arrastrado.”.
No obstante, aparte de obedecer a las necesidades prácticas de los deportes tradicionales vascos “Peña descubriría que los almacenes del Ayuntamiento de San Sebastian estaban llenos de adoquines utilizados previamente a asfaltar la ciudad y, cuando ‘por cuatro duros’ -como él la ha descrito-, le encargan ese cuarto trasero que ere el espacio hoy ocupado por la plaza de la Trinidad. [...] El adoquín, tan antiguo que se había eliminado del inventario municipal, es el genius materiae que todo lo resuelve, naturaleza y artificio, pixel que tiene sus leyes de organización inscritas en él mismo.” Es ese genius materiae que cita el arquitecto Iñaki Ábalos el que da pie a un carácter arquitectónico vigoroso, “Luis Peña construye la Plaza con elementos retomados de la cultura tradicional y es en esta arquitectura del lugar donde la Plaza se reconoce y se hace sentir como el paisaje de un país. Su visión rezuma la poesía que sólo se encuentra en ciertos lugares. Cada detalle parece esclarecido por la explicación del material, esta vez adoquín de caliza, como corresponde a la cultura arquitectónica tradicional.” tal y como lo describió el arquitecto Miguel Garai.

## Estado actual
En los años 90. el consistorio vigente no quiso valorar la unión indisoluble entre arquitectura y tradición popular que magnificaba la Plaza de la Trinidad. Se llevaron a cabo adecuaciones en respecto a los usos de la plaza, sustituyendo el probatoki en cancha de baloncesto y el bolatoki en vestuario. Estas actuaciones no solo coartaron el carácter popular en la que se basaba la arquitectura sino que se acometió directamente contra el genius materiae citado, dado que los nuevos usos acondicionados modificaron las texturas y permeabilidades que constituían el carácter de la plaza.
Esta desafortunada actuación para el proyecto original fue agravado al finalizarse las obras de remodelación del Museo San Telmo adyacente tal y como relatan los arquitectos Rocío Peña y Mario Sangalli: “se modificaba el skyline de este extremo de la plaza, alterando de forma negativa la relación entre el ámbito espacial y sus límites en uno de sus puntos más delicados, cual era el encuentro de la ciudad con la naturaleza. (...) rompe la continuidad de textura y color con el zócalo escalonado que dotaba de unidad y sentido a la amalgama de elementos diversos que se daban cita en este vacío urbano, que Luis Peña supo convertir en un lugar, en un espacio público con identidad propia, que con el tiempo se ha convertido en una obra tan admirada como maltratada".
Iñaki Ábalos se suma también al malestar producido por las transformaciones que está sufriendo la plaza a lo largo de los años: “La rutina hace invisibles las cosas. la plaza de la Trinidad ha ido paso a paso aceptando cambios, cierres, pinturas, nuevos usos, repavimentaciones, y siempre ha aguantado cada nueva intrusión. Pero volver a ella tras 10 años sin visitarla produce un gran dolor, ninguna arquitectura de tanta categoría resiste tanta acumulación de pequeñas heridas. ¿Sería mucho pedir dejarla para siempre en el esplendor con el que se construyó?”.